# Santi Mario e Compagni Martiri (titre cardinalice)
Le titre cardinalice de Santi Mario e Compagni Martiri (Saints Marius et ses compagnons martyrs) est érigé par le pape François le 7 décembre 2024) et rattaché à l'église homonyme.

## Titulaires
- Ignace Bessi Dogbo (depuis 2024)